# Equilibri detallat
El principi d'equilibri detallat es pot utilitzar en sistemes cinètics que es descomponen en processos elementals (col·lisions, o passos, o reaccions elementals). Afirma que a l'equilibri, cada procés elemental està en equilibri amb el seu procés invers.

## Història
El principi de l'equilibri detallat va ser introduït explícitament per a les col·lisions per Ludwig Boltzmann. El 1872, va demostrar el seu teorema H utilitzant aquest principi. Els arguments a favor d'aquesta propietat es basen en la reversibilitat microscòpica.
Cinc anys abans de Boltzmann, James Clerk Maxwell va utilitzar el principi de l'equilibri detallat per a la cinètica dels gasos amb referència al principi de raó suficient. Va comparar la idea de l'equilibri detallat amb altres tipus d'equilibri (com l'equilibri cíclic) i va trobar que "Ara és impossible assignar una raó" per la qual s'hauria de rebutjar l'equilibri detallat (pàg. 64).
El 1901, Rudolf Wegscheider va introduir el principi de l'equilibri detallat per a la cinètica química. En particular, va demostrar que els cicles irreversibles {\displaystyle {\ce {A1->A2->\cdots ->A_{\mathit {n}}->A1}}} Són impossibles i es troben explícitament les relacions entre constants cinètiques que es deriven del principi d'equilibri detallat. El 1931, Lars Onsager va utilitzar aquestes relacions en els seus treballs, pels quals va rebre el Premi Nobel de Química de 1968.
Albert Einstein el 1916 va utilitzar el principi de l'equilibri detallat en un fons per a la seva teoria quàntica de l'emissió i l'absorció de radiació.
El principi de l'equilibri detallat s'ha utilitzat en els mètodes de Montecarlo de la cadena de Màrkov des de la seva invenció el 1953. En particular, a l'algorisme de Metropolis-Hastings i en el seu cas particular important, el mostreig de Gibbs, s'utilitza com a condició senzilla i fiable per proporcionar l'estat d'equilibri desitjable.
Ara, el principi d'equilibri detallat és una part estàndard dels cursos universitaris de mecànica estadística, química física, cinètica química i física.

## Fons microscòpic
La "inversió del temps" microscòpica es converteix a nivell cinètic en la "inversió de les fletxes": els processos elementals es transformen en els seus processos inversos. Per exemple, la reacció
{\displaystyle \sum _{i}\alpha _{i}{\ce {A}}_{i}{\ce {->}}\sum _{j}\beta _{j}{\ce {B}}_{j}} es transforma en {\displaystyle \sum _{j}\beta _{j}{\ce {B}}_{j}{\ce {->}}\sum _{i}\alpha _{i}{\ce {A}}_{i}}
i a la inversa. (Aquí, {\displaystyle {\ce {A}}_{i},{\ce {B}}_{j}} són símbols de components o estats, {\displaystyle \alpha _{i},\beta _{j}\geq 0} són coeficients). El conjunt d'equilibri hauria de ser invariant respecte a aquesta transformació a causa de la microreversibilitat i la singularitat de l'equilibri termodinàmic. Això ens porta immediatament al concepte d'equilibri detallat: cada procés està equilibrat pel seu procés invers.
1. {\displaystyle {\ce {A}}_{i}} no canvia en inversió de temps;
2. L'equilibri és invariant sota la inversió del temps;
3. Els processos elementals macroscòpics es poden distingir microscòpicament. És a dir, representen conjunts disjunts d'esdeveniments microscòpics.

L'equilibri pot no ser invariant en T o PT encara que les lleis del moviment siguin invariants. Aquesta no invariància pot ser causada per la ruptura espontània de la simetria. Hi ha mitjans no recíprocs (per exemple, alguns materials bi-isòtrops) sense invariància T i PT.
Si es mostren diferents processos macroscòpics dels mateixos esdeveniments microscòpics elementals, llavors l'equilibri macroscòpic detallat es pot violar fins i tot quan es mantingui un equilibri detallat microscòpic.
Ara, després de gairebé 150 anys de desenvolupament, l'abast de validesa i les violacions de l'equilibri detallat en la cinètica semblen estar clars.

## Balanç detallat

### Reversibilitat
Un procés de Markov s'anomena procés de Markov reversible o cadena de Màrkov reversible si existeix una distribució estacionària positiva π que satisfà les equacions de balanç detallades {\displaystyle \pi _{i}P_{ij}=\pi _{j}P_{ji}\,,} on P ij és la probabilitat de transició de Markov de l'estat i a l'estat j, és a dir, Pij = P(Xt = j | Xt − 1 = i), i π i i π j són les probabilitats d'equilibri d'estar en estats i i j, respectivament. Quan Pr(Xt−1 = i) = πi per a tot i, això és equivalent a la matriu de probabilitat conjunta, Pr(Xt−1 = i, Xt = j) sent simètric en i i j ; o simètric en t − 1 t.
La definició es trasllada directament a variables contínues, on π es converteix en una densitat de probabilitat i P(s′, s) una densitat de probabilitat del nucli de transició de l'estat s ′ a l'estat s : {\displaystyle \pi (s')P(s',s)=\pi (s)P(s,s')\,.} La condició d'equilibri detallat és més forta que la necessària per a una distribució estacionària, perquè hi ha processos de Markov amb distribucions estacionàries que no tenen un equilibri detallat.
Matrius de transició que són simètriques (Pij = Pji o P(s′, s) = P(s, s′)) sempre tenen un equilibri detallat. En aquests casos, una distribució uniforme sobre els estats és una distribució d'equilibri.

### Criteri de Kolmogorov
La reversibilitat és equivalent al criteri de Kolmogorov: el producte de les taxes de transició sobre qualsevol bucle tancat d'estats és el mateix en ambdues direccions.
Per exemple, implica que, per a tots els a, b i c, {\displaystyle P(a,b)P(b,c)P(c,a)=P(a,c)P(c,b)P(b,a)\,.} Per exemple, si tenim una cadena de Markov amb tres estats de manera que només aquestes transicions són possibles: {\displaystyle A\to B,B\to C,C\to A,B\to A}, aleshores violen el criteri de Kolmogorov.

### Balanç detallat i augment d'entropia
Per a molts sistemes de cinètica física i química, l'equilibri detallat proporciona condicions suficients per a l'augment estricte de l'entropia en sistemes aïllats. Per exemple, el famós teorema H de Boltzmann afirma que, segons l'equació de Boltzmann, el principi de l'equilibri detallat implica la positivitat de la producció d'entropia. La fórmula de Boltzmann (1872) per a la producció d'entropia en la cinètica de gasos rarificats amb equilibri detallat va servir com a prototip de moltes fórmules similars per a la dissipació en la cinètica d'acció de massa i la cinètica generalitzada d'acció de massa amb equilibri detallat..